# Larbaa
Larbaa (em árabe: الاربعاء) é uma comuna localizada na província de Tissemsilt, Argélia. Sua população estimada em 2008 era de 2 560 habitantes.